# Горни Кози дол
Горни Кози дол (на сръбски: Горњи Козји Дол или Gornji Kozji Dol) е село в община Търговище, Пчински окръг, Сърбия.

## История
В края на XIX век Горни Кози дол е село в Прешевска кааза на Османската империя. Според статистиката на Васил Кънчов („Македония. Етнография и статистика“) от 1900 година Козидолъ Горно е населявано от 310 жители българи християни. Според патриаршеския митрополит Фирмилиан в 1902 година в Кози дол има 124 сръбски патриаршистки къщи. По данни на секретаря на Българската екзархия Димитър Мишев („La Macédoine et sa Population Chrétienne“) в 1905 година в Горно и Долно Кози дол (Gorno-Dolno-Kozidol) има 920 българи патриаршисти сърбомани и в селото работи сръбско училище с един учител.
В 2002 година в селото има 101 жители сърби.

## Население
- 1948- 334
- 1953- 346
- 1961- 331
- 1971- 235
- 1981- 178
- 1991- 119
- 2002- 101

## Личности

### Родени в Горни Кози дол
- Алекси Ник. Мицев, редник в 3-ти опълченски полк, 10-а рота загинал 1918 година в Стара Загора.[4]